# Boeica multinervia
Boeica multinervia är en tvåhjärtbladig växtart som beskrevs av K.Y. Pan. Boeica multinervia ingår i släktet Boeica och familjen Gesneriaceae. Inga underarter finns listade i Catalogue of Life.